# Vararia sphaericospora
Vararia sphaericospora är en svampart som beskrevs av Gilb. 1965. Vararia sphaericospora ingår i släktet Vararia och familjen Lachnocladiaceae.   Inga underarter finns listade i Catalogue of Life.